# Левальян, Франсуа
Франсуа́ Левалья́н (фр. François Levaillant; 6 августа 1753 года, Парамарибо, Голландская Гвиана — 22 ноября 1824 года) — французский путешественник и орнитолог.

## Биография и путешествия
Родился в 1753 году в Парамарибо, в Голландской Гвиане, где его отец, богатый негоциант родом из Меца, занимал должность консула. Рано пристрастился к далёким путешествиям, охоте и естественной истории. Прибыв в Голландию в 1763 г., он вскоре отправился с семьёй во Францию, пробыл два года в Германии и семь лет в Лотарингии и Вогезских горах, предаваясь охоте и изучению нравов и быта птичьего мира.
Случай привёл его в Париж в 1777 году; изучив там все имевшиеся кабинеты естественной истории, он решил отправиться изучать птиц, виденных в чучелах, на их родину, в малоизведанную тогда Африку. Франция с Англией на тот момент воевали. Левальян сел на корабль в Текселе 19 декабря 1780 года и прибыл на Мыс Доброй Надежды 29 марта 1781 г. Прожив около трёх месяцев в Капе и его окрестностях, он отправился на восток, проник в землю Кафров до 29 градуса южной широты и возвратился в Кап после 16-месячного отсутствия. Эта первая поездка его не удовлетворила; он хотел проехать всю Африку.
15 июня 1783 года он отправился на север и дошёл до тропика Козерога. Чрезвычайные опасности убедили его в невозможности задуманного им плана путешествия; он вернулся в Кап, пропутешествовав около полутора лет. 14 июня 1784 года он сел на корабль, чтобы вернуться в Европу, доплыл до Флиссингена и в январе 1785 года прибыл в Париж. Где занялся приведением в порядок своих дневников. Не избежал бурь революции, был заключён в темницу и обязан своим спасением только скорому падению Робеспьера.
Умер 22 ноября 1824 года в своём поместье.

## Изданные труды
По возвращении из путешествий издал:
- «Путешествия Вальяна во внутренность Африки» (русский перевод: Москва, 1793; Voyage de M. Le Vaillant dans l’Intérieur de l’Afrique par Le Cap de Bonne Espérance, dans Les années 1783, 84 & 85. — Paris Leroy, Париж, 1790; 2 издание 1798 г.);
- «Второе путешествие Вальяна» (русский перевод протоиерея Иоанна Грацианского, С.-П., 1824-25; Second voyage dans l’intérieur de l’Afrique, par le Cap de Bonne-Espérance, dans les annees 1783, 84 et 85. Paris H.J. Jansen et Comp., Париж, An III / 1795; 2 издание 1803 г.) т. 1 , т. 2 , т. 3 ;
- Partie Méridionale de l’Afrique depuis le Tropique du Capricorne jusqu’au Cap de Bonne Espérance contenant les Pays des Hottentots, des Cafres et de quelques autres Nations / dressée pour le Roi sur les observations de M. Le Vaillant par M. de Laborde, ancien premier valet de chambre du Roi, gouverneur du Louvre, l’un des Fermiers généraux de Sa Majesté .

Из других сочинений важнейшие:
- Histoire naturelle des oiseaux d’Afrique (6 т., П., 1798—1812) vol. 1 , vol. 2  vol. 4 , vol. 5 , vol. 6 ;
- Histoire naturelle d’une partie d’oiseaux nouveaux et rares de l’Amerique et des Indes (П., 1801—1804) 1. vol. ;
- Histoire naturelle des cotingas et todlers (П., 1804);
- Histoire naturelle des perroquets (П., 1801—1805) vol.1 , vol. 2 ;
- Histoire naturelle des promérops et des guépiers (et des couroucous et touracous, faisant suite à celle des oiseaux de paradis), Paris Levrault, (1806) 1807, (1816 ou 1818) 3 т.
- Histoire naturelle des calaos (П., 1804).